# Широкобалківська сільська рада
Широ́коба́лківська сільська́ ра́да — колишня  адміністративно-територіальна одиниця та орган місцевого самоврядування в Білозерському районі Херсонської області. Адміністративний центр — село Широка Балка. Ліквідована 14 листопада 2017 року.

## Загальні відомості
- Територія ради: 6,71 км²
- Населення ради: 3 129 осіб (станом на 2001 рік)
- Водоймища на території, підпорядкованій даній раді: Дніпровсько-Бузький лиман

## Населені пункти
Сільській раді підпорядковані населені пункти:
- с. Широка Балка
- с. Софіївка

## Склад ради
Рада складається з 22 депутатів та голови.
- Голова ради: Самойленко Іван Дмитрович
- Секретар ради: Завещана Ольга Леонідівна

### Керівний склад попередніх скликань
| Прізвище, ім'я, по батькові     | Основні відомості                                                                                  | Дата обрання | Дата звільнення |
| ------------------------------- | -------------------------------------------------------------------------------------------------- | ------------ | --------------- |
| Двухжилов Олександр Миколайович | Сільський голова, 1955 року народження                                                             | 26.03.2006   | 20.01.2007      |
| Самойленко Іван Дмитрович       | Сільський голова, 1970 року народження, освіта вища, член Всеукраїнського об'єднання «Батьківщина» | 06.05.2007   | 31.10.2010      |
| Самойленко Іван Дмитрович       | Сільський голова, 1970 року народження, освіта вища, безпартійний                                  | 31.10.2010   |                 |

Примітка: таблиця складена за даними сайту Верховної Ради України

### Депутати
За результатами місцевих виборів 2010 року депутатами ради стали:

#### За суб'єктами висування
| Суб'єкт висування | Кількість обраних депутатів | %   |
| ----------------- | --------------------------- | --- |
| Самовисування     | 22                          | 100 |

#### За округами
| № округу | Прізвище, ім'я, по батькові     | Дата визнання обраним | Освіта  | Партійна приналежність                        | Відомості про обраного депутата                                                         |
| -------- | ------------------------------- | --------------------- | ------- | --------------------------------------------- | --------------------------------------------------------------------------------------- |
| 1        | Гриневич Анжела Володимирівна   | 02.11.2010            | середня | позапартійна                                  | ПП Скоробреха С. І., продавець                                                          |
| 2        | Олійник Олена Миколаївна        | 02.11.2010            | середня | член Всеукраїнського об'єднання «Батьківщина» | Софіївський сільський клуб, технічний працівник                                         |
| 3        | Тирсине Андрій Федорович        | 02.11.2010            | середня | член Всеукраїнського об'єднання «Батьківщина» | тимчасово не працює                                                                     |
| 4        | Китаєв Юрій Анатолійович        | 02.11.2010            | середня | позапартійний                                 | Агрофірма радгосп «Білозерський», машиніст                                              |
| 5        | Косарчук Василь Іванович        | 02.11.2010            | середня | член Партії регіонів                          | Агрофірма радгосп «Білозерський», робітник                                              |
| 6        | Яковлєва Олена В'ячеславівна    | 02.11.2010            | середня | член Партії регіонів                          | приватний підприємець                                                                   |
| 7        | Хартоломей Олена Миколаївна     | 02.11.2010            | середня | член Всеукраїнського об'єднання «Батьківщина» | ПП Яковлєва О. В., продавець                                                            |
| 8        | Олійник Валентина Володимирівна | 02.11.2010            | середня | позапартійна                                  | пенсіонер                                                                               |
| 9        | Бородатий Микола Васильович     | 02.11.2010            | середня | позапартійний                                 | Білозерський центр електрозв'язку № 18 «Укртелеком», електромонтер                      |
| 10       | Хамбир Наталія Олександрівна    | 02.11.2010            | середня | позапартійна                                  | Широкобалківський ясла-садок «Світлячок», помічник завідувачки по господарській частині |
| 11       | Семенченко Олена Леонідівна     | 02.11.2010            | середня | позапартійна                                  | приватний підприємець                                                                   |
| 12       | Фірса Ліна Іванівна             | 02.11.2010            | середня | член Всеукраїнського об'єднання «Батьківщина» | пенсіонер                                                                               |
| 13       | Херсун Наталія Валентинівна     | 02.11.2010            | середня | позапартійна                                  | тимчасово не працює                                                                     |
| 14       | Завещана Ольга Леонідівна       | 02.11.2010            | вища    | позапартійна                                  | Широкобалківська сільська рада, секретар                                                |
| 15       | Яковлєва Олена Олександрівна    | 02.11.2010            | середня | позапартійна                                  | тимчасово не працює                                                                     |
| 16       | Мала Людмила Трифонівна         | 02.11.2010            | середня | член Всеукраїнського об'єднання «Батьківщина» | пенсіонер                                                                               |
| 17       | Муравський Анатолій Петрович    | 02.11.2010            | середня | позапартійний                                 | Агрофірма радгосп «Білозерський», машиніст                                              |
| 18       | Атюніна Світлана Михайлівна     | 02.11.2010            | середня | член Партії регіонів                          | Білозерська ЦРЛ, медична сестра                                                         |
| 19       | Перепелиця Клавдія Іванівна     | 02.11.2010            | середня | член Партії регіонів                          | тимчасово не працює                                                                     |
| 20       | Соляник Тетяна Павлівна         | 02.11.2010            | вища    | позапартійна                                  | тимчасово не працює                                                                     |
| 21       | Волос Любов Валентинівна        | 02.11.2010            | середня | позапартійна                                  | Широкобалківська сільська рада, головний бухгалтер                                      |
| 22       | Горб Леонід Петрович            | 02.11.2010            | середня | позапартійний                                 | тимчасово не працює                                                                     |

## Населення
Згідно з переписом УРСР 1989 року чисельність наявного населення сільської ради становила 2823 особи, з яких 1356 чоловіків та 1467 жінок.
За переписом населення України 2001 року в сільській раді мешкало 3129 осіб.

### Мова
Розподіл населення за рідною мовою за даними перепису 2001 року:
| Мова       | Відсоток |
| ---------- | -------- |
| українська | 92,17 %  |
| російська  | 7,00 %   |
| молдовська | 0,58 %   |
| білоруська | 0,06 %   |
| болгарська | 0,03 %   |
| німецька   | 0,03 %   |